# 康登 (阿肯色州)
康登（英語：Camden）是一個位於美國阿肯色州沃希托縣的城市。根據2020年美國人口普查，該地人口為10612人，而該地的面積約為43.04平方千米。同時該地也是沃希托縣的縣治。

## 地理
康登的座標為33°34′15″N 92°50′06″W / 33.57083°N 92.83500°W，而該地的平均海拔高度為62米（即203英尺）。